# Узус
Узус (лат. usus) је употреба језичких јединица које обично прихватају изворни говорници одређеног језика.
Обична употреба, с једне стране, супротставља се повременој (привременој, индивидуалној, због специфичног контекста) употреби, а са друге стране језичкој норми — књижевна норма.
Узус, уско повезан са језичком нормом, ипак се разликује од њега. Узус се може фиксирати у речницима и затим кодификоване у језичку или књижевну норму.
Постоје три степена језичког статуса:
1. узус (дефакто)
2. књижевни узус или норма и
3. jезичка кодификација или државна норма — стандардни језик. [1]